# Elysiaca fusca
Elysiaca fusca är en insektsart som först beskrevs av Oshanin 1879.  Elysiaca fusca ingår i släktet Elysiaca och familjen Dictyopharidae. Inga underarter finns listade i Catalogue of Life.